# Герхард III фон Зайн
Герхард III фон Зайн (на немски: Gerhard III von Sayn; * 9 февруари 1454; † 26 януари 1506) е от 1493 г. до смъртта си граф на Зайн.

## Произход и наследство
Той е най-възрастният син на граф Герхард II фон Зайн (1417 – 1493) и съпругата му Елизабет фон Зирк (1435 – 1498), дъщеря на Арнолд VII фон Зирк († 1443) и Ева фон Даун († сл. 1485).
Герхард III няма мъжки наследник и е наследен от по-малкия си брат Себастиан I фон Зайн (1464 – 1498).

## Фамилия
Герхард III се жени около 1493 г. за Йохана фон Вид (ок. 1480 – 1529), дъщеря на граф Фридрих фон Вид и Агнес фон Вирнебург.
Те имат децата:
- Йоханета (* 1492), монахиня в Бон 1513
- Анна Елизабет (1494 – 1523), омъжена ок. 1515 г. за граф Ото III фон Ритберг (ок. 1470 – 1535)
- Елизабет (ок. 1505 – 1531), омъжена ок. 1523 г. за граф Филип III фон Насау-Вайлбург (1504 – 1559)
- Мария фон Зайн (1506 – 1586), омъжена 1524 г. за граф Райнхард I фон Золмс-Лих (1491 – 1562)
- Маргарета (* 1508), монахиня в Мариенберг 1514
- дете